# Journal of the Linnean Society
Journal of the Linnean Society, Botany (abreviado J. Linn. Soc., Bot.) fue una revista con descripciones botánicas que fue editada por la Sociedad Linneana de Londres en los años 1865-1968. La revista fue precedida por Journal of the Proceedings of the Linnean Society y sustituida por Botanical Journal of the Linnean Society.